# 静修学園前停留場
静修学園前停留場（せいしゅうがくえんまえていりゅうじょう）は、北海道札幌市中央区にある札幌市交通事業振興公社（札幌市電）山鼻線の鉄道駅（電停）である。停留場番号はSC17。山鼻線の通る西7丁目通と、豊水通との交差点の北側（南16条西6丁目）に位置する。

## 歴史
- 1925年（大正14年）7月16日 「第一中学前」の名称で停留場開業。
- 1928年（昭和3年）5月10日 「一中前」に改称。
- 1931年（昭和6年）11月23日 [2] 山鼻線延伸・山鼻西線開業（単線）。
- 1948年（昭和23年）8月23日 「南16条静修高等学校前」に改称。
- 1950年（昭和25年）3月24日 「南16条」に改称。
- 1951年（昭和26年） 当停留場 - 柏中学前（現：幌南小学校前）間複線化。
- 1959年（昭和34年）4月1日 「山鼻16条」に改称。
- 1965年（昭和40年）11月1日 「静修学園前」に改称。
- 2015年（平成27年）4月1日 停留場番号を設定[3]。
- 2020年（令和2年）10月9日 停留所を改修し、内回り乗り場を移設[4]。

## 停留場構造
2面2線の対向式ホーム。南側に内回り（行啓通方面）、北側に外回り（山鼻19条方面）の乗り場があり安全地帯が設置される。
2020年（令和2年）まで、内回り乗り場は外回り乗り場の北側に設置されていた。両安全地帯の間には渡り線があり、かつては4系統と臨時2系統がここを起・終点としていた。晩年はあまり使用されていなかったが、往時は臨時2系統の連結車が続行で折り返す姿が朝夕に見られた。
安全地帯にはロードヒーティングが施され、上屋が設置されている。2020年（令和2年）まで、内回りの安全地帯は横断歩道に接していなかった。

## 停留場周辺
- 札幌静修高等学校
- 北海道札幌南高等学校
- 中島公園
- 札幌市営地下鉄南北線幌平橋駅（乗継指定駅）
- ジェイ・アール北海道バス（琴似営業所）「静修学園前」停留所[5]
- * ラルズマート 16条店

## 隣の停留場
札幌市交通局
山鼻線
山鼻19条停留場 (SC16) - 静修学園前停留場 (SC17) - 行啓通停留場 (SC18)